# Ernst Bergmann (Politiker)
Ernst Bergmann (* 27. April 1926 in Neustadt bei Coburg; † 17. Oktober 1984 in Coburg) war ein deutscher Kommunalpolitiker. Von 1958 bis 1984 war er Oberbürgermeister von Neustadt bei Coburg in Oberfranken.

## Werdegang
Ernst Bergmann war Sohn eines Bossierers. Nach der Volksschule besuchte er ab 1936 die städtische Realschule und wechselte 1941 auf die Coburger Oberrealschule Ernestinum, wo er im Februar 1944 das Abitur ablegte. Es folgte eine Notdienstverpflichtung und ab 13. Juni 1944 die Teilnahme am Zweiten Weltkrieg bei der Deutschen Wehrmacht. Nach einer kurzen amerikanischen Gefangenschaft kehrte er am 23. Mai 1945 nach Neustadt zurück. Im Februar 1947 begann Bergmann an der Julius-Maximilians-Universität Würzburg das Studium der Rechts- und Staatswissenschaften. Im Februar 1950 bestand er die erste juristische Staatsprüfung und im August 1953 das Assessorexamen. Es folgte eine Tätigkeit in Coburg bei einem Rechtsanwalt und 1955 die Gründung einer eigenen Kanzlei in Neustadt.
Am 6. Januar 1958 trafen sich junge Bürger, um über eine Kandidatur von Bergmann bei der Oberbürgermeisterwahl der damals noch kreisfreien Kommune Neustadt zu beraten. Nachdem sich Bergmann zu einer Bewerbung entschlossen hatte, bildete sich die Wählergruppe Bergmann. Nach dem ersten Wahlgang am 23. März 1958 führte der amtierende Oberbürgermeister Paul Weppler (SPD) mit 3785 Stimmen. Bergmann (Wählergruppe Bergmann) erhielt 2076 Stimmen, 6 Stimmen mehr als der Kaufmann Erich Müller (Neustadter Gemeinschaft). Bei der Stichwahl am 30. März hatte der Außenseiter Bergmann 3963 Stimmen gegenüber 3756 Stimmen für Weppler. Für Stadtratswahl am 27. März stellte die Wählergruppe Bergmann eine eigene Liste auf, errang drei Sitze, wie auch bei den folgenden Wahlen. Die Oberbürgermeisterwahl 1964 gewann Bergmann mit absoluter Mehrheit im ersten Wahlgang, 1970 hatte er keinen Gegenkandidaten und 1976 wieder im ersten Wahlgang. In den Jahren 1978 und 1984 konnte er auf sich rund 96 % aller Stimmen vereinigen. Bergmann starb 1984 an den Folgen eines Schlaganfalls. Die Wählergruppe änderte ihren Namen ab 8. Mai 1988 in Freie Wähler.
Während seiner 26-jährigen Amtszeit als Oberbürgermeister engagierte sich Bergmann insbesondere, letztendlich erfolglos, im Kampf um die Kreisfreiheit Neustadts. Seine Gespräche mit 11 Gemeinden in den 1970er Jahren führten zur Erweiterung des Stadtgebietes und zur Erhöhung der Wohnbevölkerung von 11850 auf 18053 Personen.

## Ehrungen
- 1975: Verdienstkreuz am Bande des Verdienstordens der Bundesrepublik Deutschland
- 1983: Verdienstkreuz 1. Klasse der Bundesrepublik Deutschland